# 공정성 (윤리)
공정성(公正性, impartiality)은 편향, 편견, 또는 부적절한 이유로 한 사람에게 다른 사람보다 더 많은 이익을 주는 것을 선호하기보다는 객관적인 기준에 따라 결정이 이루어져야 한다는 정의의 원칙이다.

## 법적 개념
유럽 연합법은 유럽 연합 기본권 헌장에서 다음과 같이 언급한다:
- 선량한 행정의 권리:

모든 사람은 '공정'하고 공평하며 합리적인 시간 내에 연합의 기관, 단체, 사무소 및 대행사가 자신의 업무를 처리하도록 할 권리가 있다 (제41조)
- 실효적인 구제에 대한 권리 및 공정한 재판에 대한 권리:

모든 사람은 법률에 의해 미리 설치된 독립적이고 공정한 재판소에 의해 합리적인 시간 내에 공정하고 공개적인 심리를 받을 권리가 있다 (제47조).

## 종교적 개념

### 불교
공정성은 불교에서 영적 깨달음을 이끄는 일곱 가지 요소 중 하나이다.

### 기독교
기독교 교리는 하나님의 본성이 인간의 편견과 선호를 초월한다는 믿음을 반영한다. 이 관점은 하나님의 공정성을 강조하고 모든 개인을 차별 없이 동등하게 대하는 것을 지지하는 기독교 성경의 다양한 구절에서 파생되었다.
"하나님께는 편파성이 없다"는 주장은 성경 전체에 걸쳐 반복된다. 이 사상은 로마서 Romans 2:11에 확립되어 있는데, 이는 하나님의 심판이 국적과 같은 외적인 요인에 영향을 받지 않음을 강조한다. 하나님의 정의는 편애가 없는 흔들리지 않는 공정성에 뿌리를 두고 있다.
골로새서 서신은 공정성이라는 개념을 더욱 강화하며, 잘못을 저지르는 자들은 그들의 인격에 따른 편파성 없이 그들의 행동에 대해 책임을 지게 될 것이라고 명시한다. 골로새서 Colossians 3:25에는 "사람을 외모로 취함이 없으니"라고 명시되어 있는데, 이는 하나님의 심판이 사회적 또는 개인적 속성보다는 오직 한 사람의 행위에 근거한다는 것을 암시한다.
특히 야고보서 서신은 사회적 맥락에서 공정성의 개념을 날카롭게 보여준다. 야고보서 James 2:1–9는 신자들에게 외모나 사회경제적 지위에 따른 편애를 보이지 말라고 훈계한다. 부자를 가난한 사람보다 더 호의적으로 대하는 행위를 비판하며, 그러한 행동이 그리스도의 가르침과 얼마나 모순되는지를 강조한다. 야고보는 모든 개인을 하나님의 은혜를 동등하게 받는 존재로 여기는 기독교의 본질과 모순되므로, 진정한 믿음은 차별과 편견과 양립할 수 없다고 주장한다.
지혜와 덕스러운 삶의 맥락에서 야고보서는 또한 공정성의 중요성을 강조한다. 야고보서 James 3:17은 하늘로부터 오는 지혜를 "첫째는 순결하고 다음은 화평하고 관용하고 양순하며 긍휼과 선한 열매가 가득하고 편견과 거짓이 없나니"라고 묘사한다. 이 구절은 공정성과 성실이라는 신성한 속성이 하늘의 지혜의 필수적인 구성 요소임을 강조하며, 기독교 윤리에서 그것들의 중요성을 더욱 강조한다.

### 힌두교
- "진리여, 바라타여, 세상에 존재하는 진리는 열세 가지이다. 진리가 취하는 형태는 공정성, 자기조절, 용서, 겸손, 지구력, 선함, 단념, 명상, 존엄, 불굴의 용기, 연민, 그리고 상해 금지이다." – 진리, 마하바라타, 샨티 파르바, 162절.

### 이슬람
- "믿는 자들아, 너희 자신이나 부모, 친척에게 불리할지라도 하나님을 위해 정의에 굳건히 서는 증인이 되라. 부유하든 가난하든, 하나님은 그 둘 모두에게 더 합당하시다. 그러므로 편향을 따르지 말라, 그렇지 않으면 공정하지 못할 것이다. 그리고 만약 너희가 [너희의 증언을] 왜곡하거나 [주기를] 거부한다면, 진실로 하나님은 너희가 행하는 바를 언제나 잘 아시는 분이시다." —꾸란 4:135
- "믿는 자들아, 하나님을 위해 굳건히 서서 정의에 증인이 되라, 그리고 백성의 증오가 너희가 공정함을 막지 못하게 하라. 공정하라; 그것이 의로움에 더 가깝다. 그리고 하나님을 두려워하라; 진실로 하나님은 너희가 행하는 바를 잘 아시는 분이시다." —꾸란 5:8

### 유대교
- "너희는 재판에서 불의를 행하지 말라. 가난한 자를 편들지 말고 큰 자를 존경하지 말며, 오직 의로움으로 너희 이웃을 재판하라." —레위기 19:15, English Standard Version
- "너희는 재판에서 편파적이 되지 말라. 작은 자와 큰 자를 동등하게 들을지니라." –신명기 1:17
- "이것들도 지혜로운 자에게 속한 것이라. 재판에서 사람을 외모로 취하는 것은 좋지 아니하니라." –잠언 24:23

## 같이 보기
- 형평 (법)
- 공정성
- 정의
- 중립성
- 객관
- 절차적 정의

## 추가 읽을거리
- Gert, Bernard (1995). 《Moral Impartiality》. 《Midwest Studies in Philosophy》 XX. 102–127쪽. doi:10.5840/msp1995207.
- Dworkin, Ronald (1977). 《Taking Rights Seriously》. 하버드 대학교 출판부.
- Occhiogrosso, Peter (1991). 〈Buddhism〉. 《The Joy of Sects: a spirited guide to the world's religious traditions》. 84쪽.